# Jean Christophe Wisch
Pour les articles homonymes, voir Wisch.
Jean Christophe de Wisch, né le 22 mai 1739 dans le Duché de Holstein, est un général danois de la Révolution et de l’Empire.

## États de service
Entré en service en 1756, il est nommé capitaine en 1777 au régiment Royal-Deux-Ponts, et il devient capitaine de grenadier en 1780. Il participe à la campagne en Amérique de 1780 à 1783, et il se trouve à la bataille de Yorktown en septembre-octobre 1781. Il reçoit la médaille de Cincinnatus, ainsi que la croix de chevalier du Mérite militaire en 1783.
Le 25 juillet 1791 il passe lieutenant-colonel au 99e régiment d'infanterie de ligne, et le 12 octobre 1792 il obtient son brevet de colonel dans le même régiment. Affecté à l'armée du Nord en 1793, il est blessé à Aix-la-Chapelle le 2 mars 1793.
Il est promu général de brigade le 8 mars 1793, et il prend le commandement de Philippeville. Il est élevé au grade de général de division le 15 mai 1793, à l’armée des Ardennes, et le 17 juillet suivant, il prend la tête de la 2e division de cette armée. Le 27 septembre 1793 il est remplacé pour cause de maladie, et il est admis à la retraite le 2 août 1794.
Il se retire près de Hambourg.

## Sources
- (en) « Generals Who Served in the French Army during the Period 1789 - 1814: Eberle to Exelmans »
- (pl) « Napoléon.org.pl »
- Pierre François Giraud, Joseph Michaud et Henri Louis de Moret, Biographie moderne, ou Dictionnaire biographique, de tous les hommes morts et vivants qui ont marqué à la fin du 18e siècle, tome 4, Leipzig, Paul Besson, 1807, 1294 p. (lire en ligne), p. 504.